# Мови Кенії
Кенія — це багатомовна країна. Суахілі (найбільша з мов банту) та англійська, причому остання успадкувалася від колоніального панування (див. Британська Кенія), широко поширені як лінгва франка. Вони слугують двома державними робочими мовами. Включаючи тих, хто говорить двома мовами, у Кенії на суахілі більше говорять ніж англійською.

## Огляд

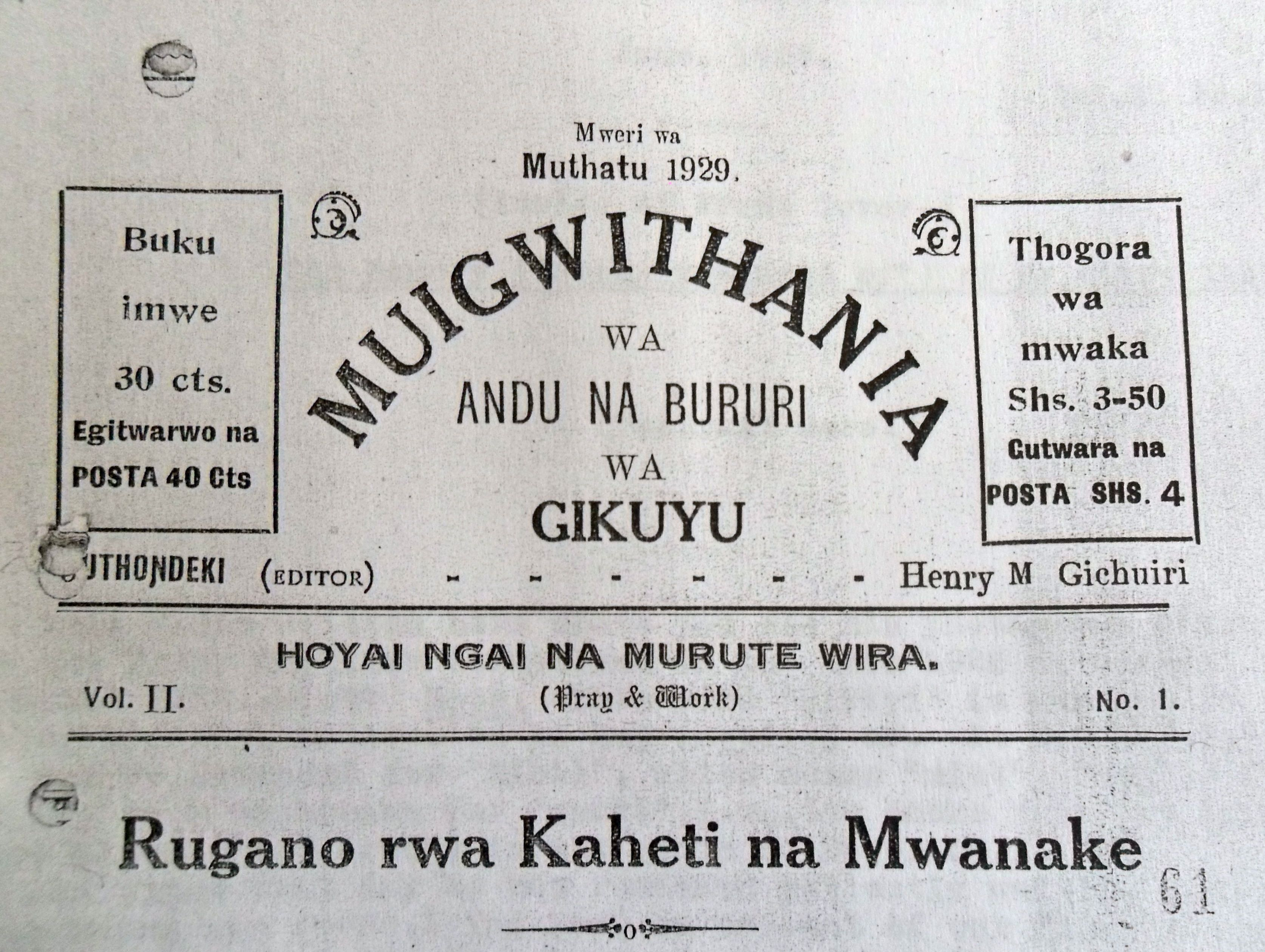
Сторінка з кікую, публікація Muigwithania (1929).

За даними Етнолога, у Кенії в цілому говорять 68 мовами. Це є відображенням різних верств населення Кенії, яка включає найбільшу кількість етнорасових і мовних груп, знайдених в Африці (див. мови Африки).
Більшість мов, на яких говорять місцеві, належать до двох великих мовних сімей: Нігеро-конголезькі мови (мови Банту) та Ніло-сахарські мови (Нілотські мови), на яких говорять в країні народи банту та нілоти відповідно. Кушитські та арабські етнічні меншини говорять на мовах, що належать до окремої афразійської родини, що складаються з індусів та британців, що говорять мовами індоєвропейської сім'ї.
Різні кенійські етнічні групи, як правило, у власних громадах говорять своїми рідними мовами. Дві державні мови, англійська та суахілі, використовують різною мірою вільності для спілкування з іншими народностями. Англійська мова широко поширена у сфері торгівлі, освіти та державному. Приміські жителі та мешканці сільських районів менш багатомовні, тому в сільській місцевості чимало мешканців говорять тільки рідною мовою.

## Мовні сім'ї

### Основні мови

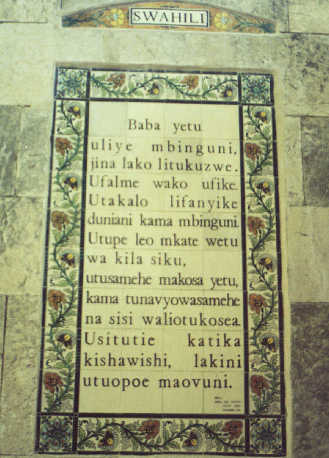
Отче наш на суахілі, мова банту, що водночас із англійською мовою слугує для багатьох у Кенії мовою міжнаціонального спілкування.

Етнолог (2009) надає такі дані найбільших спільнот носіїв мови в Кенії:
- Нігеро-конголезькі мови
  - Банту
    - Кікую 7 млн.
    - Камба (мова)Камба 4,3 млн.
    - Екегусії 3,8 млн (2017)
    - Гімійру 1,74 млн.
    - Олулуг'я 6,6 млн.
    - Кіпокомо
    - Гір'яма 0.62 мільйонів (1994)
    - Гіємбу 0,43 млн (1994)
- Нило-сахарської мови
  - Нілотські мови
    - Долуо 4,27 млн.
    - Календжин > 1,6 млн.
    - Масаї 0.59 млн.
    - Туркана 0,9 млн. (2009)

### Другорядні мови
Мови етнічних меншин в країні включає:
- Афразійські мови
  - Кушитські мови
    - Ренділе
    - Сомалійська мова 2,4 млн. (2009)

  - Семітські мови
    - Арабська мова
- Індоєвропейські мови
  - Індоіранські мови
    - Гіндустані

  - Германські мови
    - Англійська мова